# Publius Valerius Flaccus
Publius Valerius Flaccus war ein römischer Politiker in den Jahren vor dem Zweiten Punischen Krieg.
Er entstammte den Flacci, einem der bedeutendsten Zweige der gens Valeria. Sein Vater war Konsul im Jahr 261 v. Chr., er selbst erreichte das Konsulat 227 v. Chr. zusammen mit Marcus Atilius Regulus. Im Jahr 219 v. Chr. gehörte er mit Quintus Baebius Tamphilus einer Gesandtschaft zu Hannibal an, die auf die Aufgabe der Belagerung Sagunts dringen sollte. Da Hannibal dieses Ansinnen aber ablehnte, reiste die Gesandtschaft weiter nach Karthago, wo sie ebenfalls nichts erreichen konnte. Flaccus verfügte im Senat über hohes Ansehen (auctoritas): Als 211 v. Chr. zu befürchten stand, Hannibal könnte auf Rom marschieren, setzte er sich mit seiner Meinung durch, es solle den römischen Feldherrn, die Capua belagerten, selbst überlassen bleiben, wie viele Truppen sie zum Schutz Roms entbehren könnten. Über sein weiteres Leben ist nichts mehr bekannt.
Ein zweimal bei Titus Livius erwähnter Publius Valerius Flaccus ist vielleicht ein früh verstorbener gleichnamiger Sohn. Es handelt sich um einen Legaten, der unter dem Kommando des Marcus Claudius Marcellus 216 v. Chr. vor Nola kämpfte. Zum zweiten Mal wird er als Flottenpräfekt (praefectus classis) im Jahr 215 v. Chr. genannt, dem das Abfangen der Gesandten gelang, die den Vertrag zwischen Philipp V. und Hannibal abgeschlossen hatten. Nicht völlig auszuschließen ist in einem oder in beiden Fällen jedoch die Identität mit dem Konsul von 227 v. Chr. Gerade nach den großen Verlusten unter Angehörigen der Nobilität in der Schlacht von Cannae könnten auch erfahrene Männer wieder zum Einsatz gekommen sein. Flaccus’ Sohn Lucius Valerius Flaccus gelangte 195 v. Chr.zum Konsulat.